# Carácter biológico

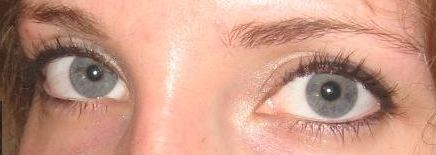
Carácter o rasgo del fenotipo: "color de ojos".

En biología sistemática se llama carácter (plural caracteres) a cada atributo tomado del organismo que sea heredable (y por lo tanto apto para ser usado en la descripción de los organismos que componen un taxón -según los conceptos taxonómicos más comunes-) y que posee función y por lo tanto, es una unidad evolutiva. Por ejemplo, un gen que codifica para una proteína es un carácter, el sector de ese gen que es económico de secuenciar y que es utilizado como marcador de ese gen o ADN barcode es un atributo heredable, cada base o posible mutación de ese barcode es un carácter. Un carácter se debe definir con los posibles estados del carácter. Por ejemplo el carácter "color de ojos" en humanos y especies con las que se los está delimitando posee los diferentes estados marrón, azul y verde.
Los caracteres pueden ser anatómicos, bioquímicos, conductuales, fisiológicos, otros caracteres genéticos, moleculares, morfológicos; los atributos utilizados para dividir la biodiversidad en taxones pueden además ser geográficos o de cualquier otra naturaleza, siempre que puedan asociarse a cada organismo (no al taxón involucrado) y no puedan ser disociados del organismo. La comparación de caracteres homólogos y su diferenciación de los caracteres análogos es la base del método comparativo aplicado en Biología Sistemática, especialmente del análisis filogenético. 
Los caracteres pueden ser cualitativos o cuantitativos. Los cuantitativos son los que, para ser descritos, deben ser medidos o contados. En ellos suele haber diferencias entre los individuos, y para la descripción y comparación hay que recurrir a intervalos de variación o a parámetros estadísticos como la media y la varianza. Cuando la variación cuantitativa es un continuum se pueden asignar caracteres "tipológicos" a lo largo de ese continuum. Judd et al. (2007) p.54, en su glosario de morfología de plantas: "Muchos, si no todos, los términos esquematizados aquí deberían ser considerados meramente puntos convenientes a lo largo de un continuum de variación en la forma. Si bien son útiles para la comunicación, condiciones intermedias serán encontradas".

## El origen de la novedad
Uno de los asuntos más debatidos en biología es el del origen de los caracteres biológicos. 
- Una variante importante del concepto de innovación es el de innovación clave (en inglés, "key innovation"), que hace referencia a la capacidad de un cambio morfológico para promover una radiación adaptativa. Un ejemplo es la repetida aparición del hipocono en la dentición de los mamíferos: aunque el cambio fenotípico requerido para producirlo es mínimo, su posesión está correlacionada con una gran diversificación de linajes, dada la ventaja adaptativa que supone en nichos adaptativos herbívoros.[1] Las novedades evolutivas que permiten diferenciar a un linaje o clado de otros recibe el nombre de sinapomorfía.

## Tipos de caracteres evolutivos

Caracteres biológicos según su posición evolutiva, en las definiciones acuñadas por Hennig (1950, 1966). En el ejemplo, las "hojas con tricomas" y los "pétalos rojos" marcados como apomorfías que definen a C son una autapomorfía del grupo C. Desde esa misma rama, el estado anterior de los dos caracteres (hojas sin tricomas y pétalos blancos) son plesiomorfías. En la rama izquierda de la bifurcación, la apomorfía "tallo leñoso" es una sinapomorfía de [A+B], es el nuevo estado del carácter que los agrupa, y también es una plesiomorfía de la rama de A donde se encuentra la apomorfía "fruto carnoso", y una plesiomorfía de la rama de B donde se encuentra la apomofía "semilla rugosa". Estas dos últimas también son autapomorfías, de los grupos terminales A y B respectivamente.

Entre los caracteres biológicos según su posición evolutiva puede considerarse los siguientes tipos, en la terminología heredada de Hennig (1950, 1966):
- Apomorfía o "carácter derivado":[2] Es un nuevo estado de un carácter, que marca el inicio de un nuevo clado (según Hennig, equivalente a un nuevo grupo monofilético). Las apomorfías pueden a su vez subdividirse en:
  - Autapomorfía: Cuando la apomorfía aparece en el grupo terminal. En un análisis filogenético no es informativa de la topología del árbol.
  - Sinapomorfía: Apomorfía compartida por dos o más grupos terminales y que los agrupa. Es informativa de cuál será la topología del árbol más probable. Es una terminología que tiene sentido en alemán, el idioma de su creador.
- Plesiomorfía o "carácter ancestral":[2] Es el estado del carácter ancestral a la apomorfía, el estado anterior a la novedad evolutiva. También es una apomorfía de un grupo más abarcativo que el foco de atención en el texto. 
  - Simplesiomorfía: Plesiomorfía compartida por dos o más grupos terminales.

Otra terminología utilizada:

Ejemplo de diversificación de un carácter: Huesos homólogos en diferentes vertebrados.

- Homología: Dos caracteres diferentes derivados del mismo carácter ancestral son homólogos. O mejor expresado, dos estados diferentes del carácter derivados del mismo estado ancestral del mismo carácter son homólogos.
- Analogía (biología): Dos caracteres iguales derivados de caracteres ancestrales diferentes son análogos. Mejor expresado, el mismo estado del carácter puede derivar de otros estados de diferentes caracteres ancestrales. Puede tratarse a su vez de:
  - Paralelismo: Propio de grupos filogenéticamente cercanos que debido a condiciones ambientales similares (una presión de selección en la misma dirección) obtienen las mismas novedades evolutivas a partir de caracteres similares (y homólogos), pero independientemente.
  - Convergencia: Es evolución convergente cuando la novedad evolutiva análoga se origina en caracteres muy diferentes de grupos evolutivamente alejados.
- Homoplasia

### Grupos plesiotípicos y apotípicos
Plesiotípico y apotípico se utiliza poco. Son términos con un doble uso, que varía según el autor o el contexto. En su acepción más generalizada se aplican a los caracteres y son sinónimos de plesiomórfico y apomórfico. En el uso más riguroso, apotípico es el taxón que más se aparta de las características del ancestro común cuando lo comparamos con otro. Por ejemplo, si comparamos a los mamíferos con los actinopterigios (los peces más comunes) podemos decir que los mamíferos son más apotípicos. El de las ballenas es un grupo apotípico cuando las comparamos con los hipopótamos (todos ellos encuadrados en el orden cetartiodáctilos); las primeras se apartan en un grado mucho mayor de las características del antepasado común de los dos grupos.